# Urkeltiska
Urkeltiska är det rekonstruerade urspråket för alla kända keltiska språk med hjälp av jämförande lingvistik. Urkeltiska hade redan börjat splittras i olika dialekter under första halvan av 1000-talet f.Kr  och kom att delas upp i ökeltiska språk och fastlandskeltiska språk. En annan uppdelning är p-keltiska språk och q-keltiska språk som är baserad på hur vissa ljud kom att uttalas i respektive familjer.
Det ursprungliga keltiska språket, även kallat proto-keltiskt i den vetenskapliga litteraturen, är det rekonstruerade ursprungsspråket från vilket de keltiska språken härstammar, en språkfamilj som i sin tur utgör en gren av den indoeuropeiska språkfamiljen Dess ordförråd kan rekonstrueras på grundval av en jämförande metod av historiska språkvetare, jhistorisk lingvistik. Urkeltiska är en gren av den västra delen av den indoeuropeiska språkfamiljen, tillsammans med andra grenar av italiska språk, germanska språk och baltoslaviska språk. Det exakta släktskapet mellan dessa tidiga språkgrenar är något oklart och diskuteras ständigt bland lingvister. I synnerhet diskuteras om det fanns ett italiensk-keltiskt mellanstadium. Den italiensk-keltiska teorin förutsätter en period av gemensam utveckling av pre-keltiska med de pre-italienska dialekterna. Dessa överväganden går tillbaka till Carl Friedrich Lottner (1861) och Alois Walde, som skrev uppsatsen Om äldsta språkliga relationer mellan kelter och italienare 1917.
Haarmann  menade 2016 att den italiensk-keltiska teorin inte kan bevisas. Han menar att keltiska är en avknoppning av en oberoende indoeuropeisk språkgrupp, som hade etablerats cirka 2000 f.Kr. från det hypotetiska indoeuropeiska originalspråket. Det finns trots detta ett antal nutida lingvister som fortsätter att betrakta hypotesen om den italiensk-keltiska gruppen som bestyrkt, till exempel Calvert Watkins och Peter Schrijver.
Den äldsta keltiska är uppdelad - främst enligt geografiska, historiska och typologiska aspekter - i en ö keltiska och en fastlands keltiska, den senare är en utdöd språkgrupp och alla keltiska språk som talas i nutiden, inklusive bretonska, tillhör den ö keltiska gruppen. Fastlandskeltiska är definitivt inte en enda genetisk enhet, utan en kombination av flera huvudgrenar av den keltiska språkfamiljen, medan ö-keltiska av vissa experter anses vara en primär gren, men delas traditionellt på typologiskagrunder i en gruppering med två primära grenar, goidelianska och brittiska.
Den språkliga rekonstruktionen av den ursprungliga keltiska pågår, se Matasović (2009). Studierna av fastlandskeltiska språk har gett en stor klarhet om fonologi och viss säkerhet om formsystemet (morfologi, böjning), medan det finns många tvetydigheter i syntaxen på grund av bristen på traditionella texter. I de mest kända keltiska språken på fastlandet, galliska och keltiberiska har endast några få fullständiga meningar överlevt, men på grund av sin ålderdom  är de av stort värde för studierna av Urkeltiska. Så de viktigaste källorna för rekonstruktion kommer från insulära keltiska språk med den äldsta litteraturen som finns i gammaliriska  och mellanwalesiska, som går tillbaka till författare från sjätte århundradet e.Kr.
Den äldsta arkeologiska kulturen som kan betraktas som proto-keltisk är urnfältkulturen i den centraleuropeiska sena bronsåldern (sista fjärdedelen av andra årtusendet f.Kr.). Järnålders Hallstattkultur som uppstod ur den i början av 11 hundratalet f.Kr. var möjligen keltisk.

## Datering
När Urkeltiska blev ett separat språk är inte etablerat med säkerhet och är ett ämne som diskuteras flitigt bland forskarna. Tidigare användes glottokronologi som en metod. Metoden är inte tillfredsställande av flera skäl. Under de senaste decennierna har ett antal grupper behandlats denna fråga med hjälp av moderna beräkningsmetoder som har gett avvikande resultat. Forskarna Gray och Atkinson har beräknat ett datum på 6100 BP (engelsk förkortning från före vår tid), eller 4100 f.Kr. medan forskarna Forster och Toth har kommit fram till ett mycket äldre datum, 8100 BP eller 6100 f.Kr. Dessa försök till dateringar är inte accepterade. Båda dessa datum är föremål för betydande uppskattad osäkerhet fler än 1 500 år. Osäkerheten i metoden gör att dess resultat är mindre trovärdiga
Proto-keltiska dateras mestadels till sen bronsålder, cirka 1200–900 f.Kr.  Det proto-keltiska ordet för järn, traditionellt rekonstruerat som * īsarnom, i synnerhet, har länge tagits som en indikation på att utskiljandet av enskilda keltiska språk inte började förrän under järnåldern senast under åttonde århundradet f.Kr.  Schumacher  och Schrijver föreslår att  proto-keltiska försann redan på 1300-talet f.Kr., tiden för Canegratekulturen i nordvästra Italien, och urnefältskulturen i Centraleuropa, vilket innebär att språkuppdelningen kan ha börjat redan under bronsåldern.Urkeltska som levande språk kan ha talats så sent som 800 f.Kr.